# Sobor Antal
Sobor Antal (Székesfehérvár, 1933. január 16. – Székesfehérvár, 2010. április 15.) magyar József Attila-díjas magyar író, festőművész, pedagógus, újságíró.

## Életpályája
1952–1956 között az Eötvös Loránd Tudományegyetem Bölcsészettudományi Karának magyar szakos hallgatója volt. 1956–1957 között Enyingen általános iskolai tanár volt. 1957–1958 között szülővárosában dolgozott nevelőtanárként. 1958–1959 között a pákozdi általános iskola igazgatóhelyettese volt. 1959–1993 között Székesfehérváron általános és középiskolai oktatóként dolgozott. 1993-ban nyugdíjba vonult. 1993–2003 között az Árgus című folyóirat munkatársa volt. 2004-től a Vár című folyóirat munkatársa volt.

## Magánélete
1957-ben házasságot kötött Baricza Mártával. Egy lányuk született: Márta (1960).

## Művei
- Ég alatt kanyargó utak (novellák, 1964)
- Nyulak délutánja (kisregények, novellák, 1968)
- Az utolsó nap (regény, 1970)
- Heten a hídon (regény, 1972)
- Füst a fák fölött (novellák, 1976)
- Hosszú háború (történelmi regény, 1980)
- Vidéki városban (novellák, 1984)
- Perelj, uram! (történelmi regény, 1985–1987)[2]
- Én, Virág Anna (regény, 1988)
- Párizsban szép a nyár (novellák, 1992)
- Esztendők I.-II. (naplójegyzetek, 1997-2001)
- Fehérvári színházi esték (színházi krónika, 1998)
- Papírrepülő (válogatott novellák, 2003)
- Naplójegyzetek 2004–2007 (naplójegyzetek, 2008)

Prózai művei közül a Perelj, uram! című regényt Szikora János rendező színpadra, majd filmre is adaptálta, utóbbit 2021-ben mutatták be, Ítélet és kegyelem címmel.

## Díjai, kitüntetései
- Szocialista Kultúráért (1979)
- Magyar Köztársasági Arany Érdemkereszt (1993)
- József Attila-díj (2003)
- Szent István-díj (2004)[3]
- Székesfehérvár díszpolgára (2008)[4]
- Csákberény díszpolgára (2021, posztumusz)[5]